# With Love (Amanda Lear)
With Love è un album della cantante pop francese Amanda Lear, pubblicato il 5 maggio 2007 dall'etichetta discografica Dance Street.
L'album è stato prodotto da Leonard Paroni.

## Tracce
CD (Dance Street DST 77065-2 / EAN 0090204969302)
1. C'est magnifique - 2:29 (Cole Porter)
2. Whatever Lola Wants - 3:07 (Richard Adler, Jerry Ross)
3. Is That All There Is - 4:24 (Jerry Leiber e Mike Stoller)
4. Love for Sale - 3:36 (Cole Porter)
5. I'm in the Mood for Love - 3:48 (Jimmy McHugh, Dorothy Fields)
6. My Baby Just Cares for Me - 3:37 (Gus Kahn, Walter Donaldson)
7. Si la photo est bonne - 2:53 (Barbara)
8. Johnny - 3:04 (Friedrich Hollaender)
9. Bambino - 3:20 (Nisa, Fanciulli)
10. Senza fine - 3:17 (Gino Paoli, Alec Wilder)
11. Kiss Me Honey, Kiss Me - 2:35 (Michael Julien, Albon Timothy)
12. Déshabillez-moi - 4:18 (Robert Nyel, Gaby Verlor)